# Concert in Vilnius
Concert in Vilnius ist ein Album von Evan Parker, Barry Guy und Paul Lytton. Die am 15. Oktober 2017 auf dem Vilnius Jazz Festival entstandenen Aufnahmen erschienen am 24. Oktober 2019 auf NoBusiness Records.

## Hintergrund
In dieser Phase seiner Existenz, die bis in die frühen 1980er-Jahre zurückreicht, gab das britische Trio des Saxophonisten Evan Parker mit dem Bassisten Barry Guy und Schlagzeuger Paul Lytton nur wenige Konzerte pro Jahr. Auf Tonträger dokumentiert sind neben Concert in Vilnius etwa Music for David Mossman (Intakt, 2018) und Live at Maya Recordings Festival (NoBusiness, 2011).

## Titelliste
- Evan Parker / Barry Guy / Paul Lytton: Concert in Vilnius (NoBusiness Records NBLP 131)[2]

1. Part I 14:51
2. Part II 22:06
3. Part III 16:59
4. Part IV 3:32

Die Kompositionen stammen von Evan Parker, Barry Guy und Paul Lytton.

## Rezeption

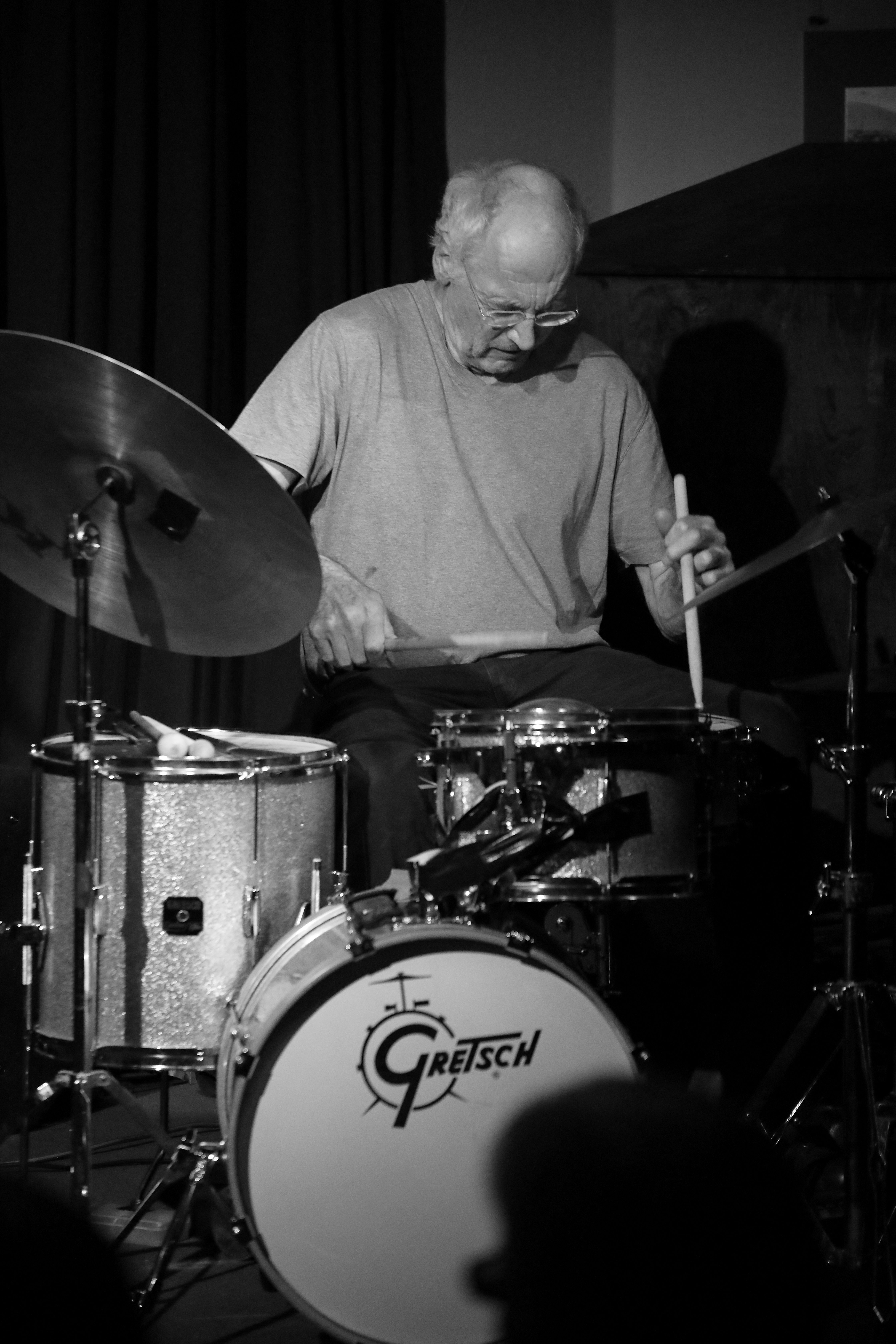
Paul Lytton mit dem Alexander von Schlippenbach Trio im Club W71, Weikersheim 2019

Wie immer sei das schwindelerregende, uneingeschränkte Zusammenspiel dieses Trios berauschend und löse einen emotionalen Nervenkitzel aus, meinte John Sharpe in All About Jazz. Ihre kollektive Vorstellungskraft und Reaktionsgeschwindigkeit würde keine altersbedingte Dämpfung der feuernden Neuronen verraten. Augenblickliche Verbindungen, die Absicht, Zuhören und gemeinsame Ziele garantieren, erhellten den dichten organischen Fluss. Bei diesem besonderen Anlass treten jedoch häufig großzügige Zwischenspiele auf, entweder allein oder in unterschiedlichen Variationen, die die außergewöhnlichen Fähigkeiten der drei Hauptakteure unter Beweis stellten und eine direktere Wahrnehmung der emotionalen Ambivalenz ermöglichten, die ihrer abstrakten Rhetorik zugrunde liegt. Neben Tony Oxley und Paul Lovens würde Lytton als einer der Begründer des mittlerweile allgegenwärtigen europäischen Schlagzeugstils gelten, der Impuls und Klangvielfalt verbinde.
Kurz gesagt, dieser Mitschnitt ist erstklassige europäische freie Improvisation, schrieb Mike Borella in Avant Jazz News. Dieses Trio erreiche seine Höhepunkte, wenn es mit voller Kraft spiele und dem Zuhörer kaum eine Chance lasse, sich zu orientieren. Diese extremen Passagen überlagern ruhigere Abschnitte, was sie nur noch mehr hervorhebe. Letztendlich zeige Concert in Vilnius, dass Parker, Guy und Lytton in einem Alter, in dem die meisten von uns langsamer geworden sind, immer noch rigorose neue Wege außerhalb des Jazz erkunden könnten.